# カニド・ハイブリッド

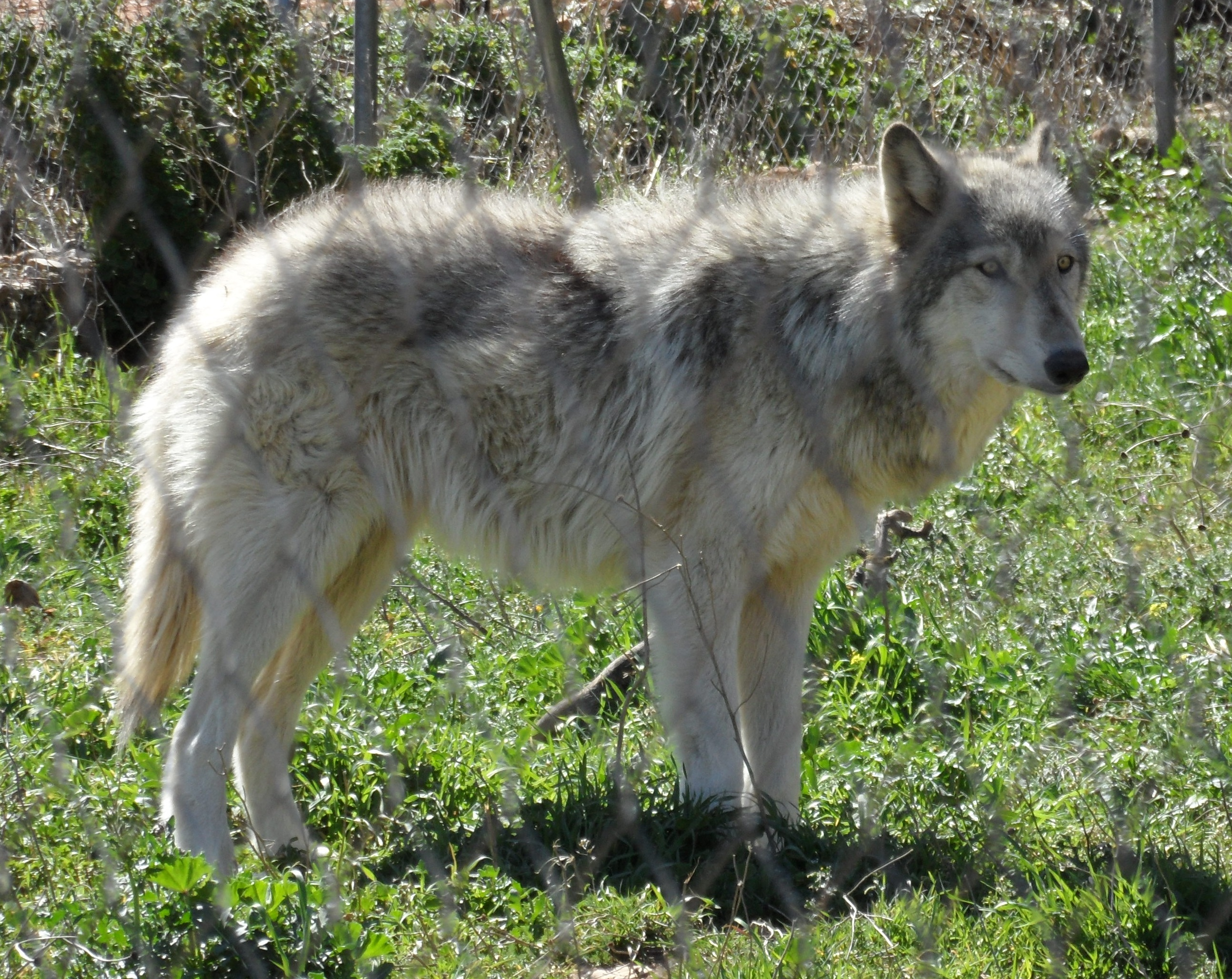
狼犬（ホッキョクオオカミとアラスカン・マラミュートの交雑）

カニド・ハイブリッド（英: Canid hybrid）は、イヌ科（Canidae）の動物（canid）の、種もしくは亜種を超えた交配により生まれた交雑種（ハイブリッド）の総称である。
イヌ属の動物であるオオカミ（イヌ、ディンゴ含む）、アビシニアジャッカル、キンイロジャッカル、コヨーテは、種間交雑が可能であり、雑種の生殖能力もある。また、ヨコスジジャッカルとセグロジャッカルの間の交雑も理論的には可能であるが、この2種とその他のイヌ属との交雑は成功しないようである。また、イヌ属とその他の属のイヌ科の動物とは、染色体の数の違いが大きいために、理論的に交雑はきわめて起こりにくく、万一、交雑種が生まれたとしても、子孫を残すことはできない。
地域によっては野犬と在来のイヌ科動物の交雑が進み、遺伝子汚染による絶滅が危惧されているイヌ科動物も存在する。
イヌとオオカミ等との交雑で生まれた個体は、国や地域によっては法律によって所有などが禁じられている。例えば、アメリカ合衆国ニューヨーク州では、オオカミとイヌの交雑種の所有や移送等を禁じている。

## オオカミとその亜種との交雑
イヌはタイリクオオカミの家畜化されたものである。またディンゴもイエイヌから別れたタイリクオオカミの亜種である。したがって、これらの亜種間では交配が可能である。
オオカミとイエイヌとの交配は、イヌの品種改良や、変わったペットを得ること等を目的にしばしば行われている。サーロス・ウルフホンドやチェコスロバキアン・ウルフドッグは、オオカミとイヌとの交配を基礎として作出された犬種である。体が大きく力も強く飼育も難しいが、特有の美しい容姿と高い身体能力を持つため人気もある。
ディンゴとイエイヌの交雑種はディンゴ・ハイブリッド（英：Dingo hybrids）と呼ばれている。ディンゴとイエイヌとの交雑が進んだため、現在、生息しているのはほとんどがディンゴ・ハイブリッドであるとされる。

## オオカミ・イヌとコヨーテとの交雑

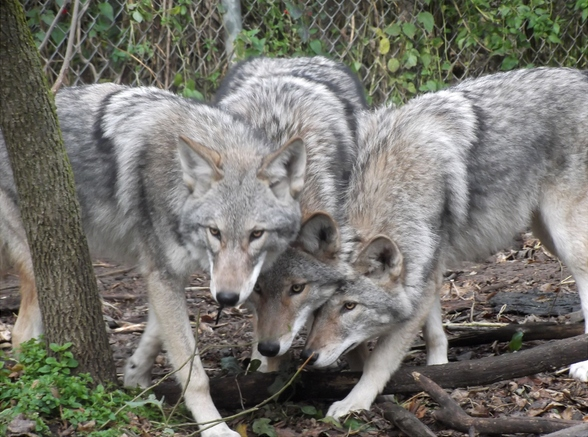
コイウルフ

オオカミとコヨーテの交雑種はコイウルフと呼ばれており、自然でも飼育状態でも起こることが知られている。ウプサラ大学の研究者グループによると、メキシコのオオカミのDNAや性染色体の分析から、これらのオオカミの一部はコヨーテの血を引いていることが判明した。また、カリフォルニア大学デイビス校とテキサス州立大学の研究チームによれば、チュパカブラとされた死体の解析をした結果、コヨーテとオオカミの交雑種であることが判明した。
アメリカアカオオカミの種としての分類には議論があるが、一説によれば、コヨーテとタイリクオオカミの交雑種であるという。
コヨーテとイエイヌの交雑種はコイドッグと呼ばれる。

## オオカミ・イヌとジャッカルの交雑

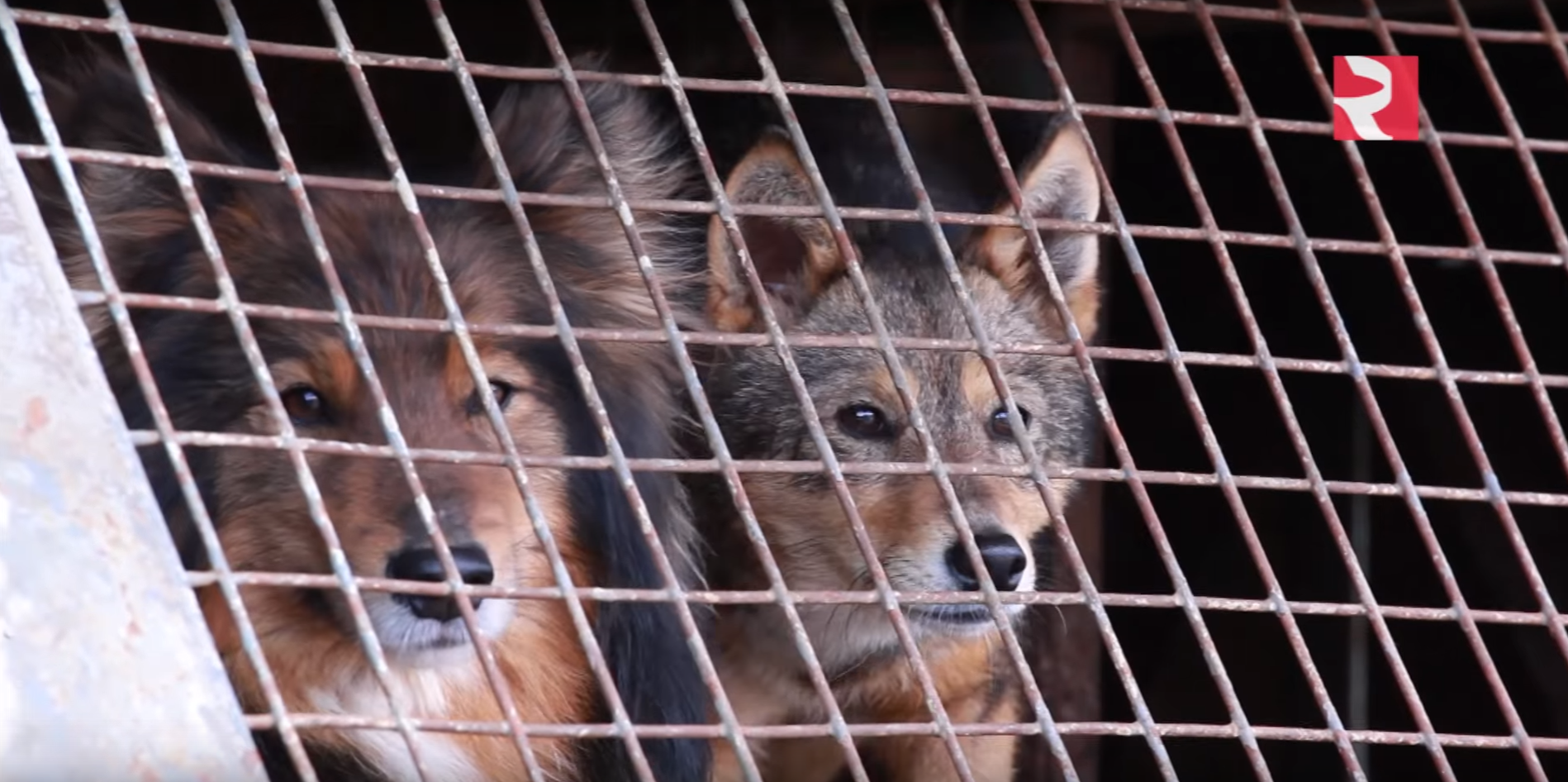
ジャッカル・ハイブリッド(スリモヴ・ドッグ)

ジャッカルとオオカミやイエイヌの交雑も自然環境下で起きていることが知られている。エチオピアのアビシニアジャッカルは20世紀末以降、生息数を激減させ、絶滅が危惧されているが、その一因には野良犬などとの交雑があるとされる。
ロシア原産のスリモヴ・ドッグは、作出の過程でキンイロジャッカルをシベリアン・ハスキーなどと交配している。空港の爆発物や麻薬などを捜索する麻薬探知犬として生み出され、実際に使役されている。